# Martinet de nit canyella
El martinet de nit canyella (Nycticorax caledonicus) és una espècie d'ocell de la família dels ardèids (Ardeidae) que habita pantans, rius, aiguamolls, llacs i manglars de Java i les illes Petites de la Sonda, nord de Borneo, Filipines, Sulawesi, Moluques, Nova Guinea, Arxipèlag de Bismarck, illes Salomó, Nova Caledònia, Austràlia i Tasmània.